# Lewice (Branice)

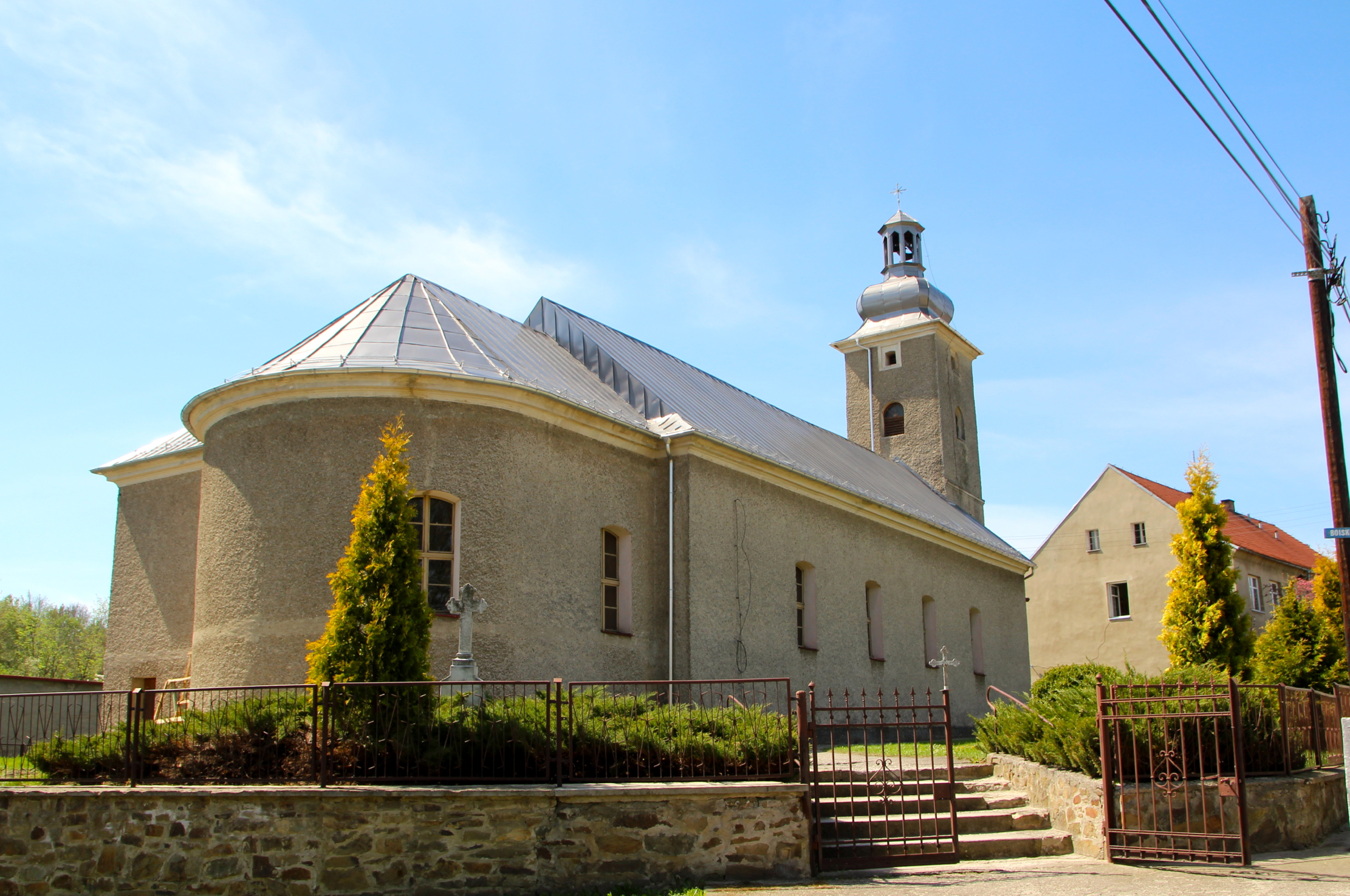
Maria-Magdalena-Kirche

Lewice (deutsch Löwitz, auch Lewitz oder Löwic, tschechisch Levice) ist ein Ort in der Landgemeinde Branice im Powiat Głubczycki der Woiwodschaft Opole (Oppeln) in Polen.

## Geographie
Das Angerdorf Lewice liegt acht Kilometer nördlich von Branice, 14 Kilometer südlich von Głubczyce (Leobschütz) und 77 Kilometer südlich von Opole (Oppeln) in der Nizina Śląska (Schlesische Tiefebene).
Nachbarorte von Lewice sind im Nordosten Włodzienin (Bladen), im Osten Jędrychowice (Hennerwitz) sowie im Südwesten Bliszczyce (Bleischwitz).

## Geschichte
Der Ort wurde 1234 erstmals als „Leuiz“ erwähnt. Für das Jahr 1377 ist es als Lewicz und 1434 als Łowicze belegt. Der Ortsname leitet sich Personennamen Lewa ab.
Nach dem Ersten Schlesischen Krieg fiel Löwitz wie fast ganz Schlesien 1742 an Preußen. Im Jahr 1783 zählte der Ort 10 Bauern, 18 Kleinbauern und sieben Hütten und 178 Einwohner. 1793 wurde eine Schule errichtet.
Ab 1816 zum gehörte Löwitz zum Landkreis Leobschütz, mit dem es bis 1945 verbunden blieb. 1845 bestanden im Dorf ein Schloss, ein Vorwerk, eine katholische Kirche, eine katholische Schule, eine Brauerei, zwei Windmühlen und 152 Häuser. Die Einwohnerzahl lag bei 914, davon sechs evangelisch. 1874 wurde der Amtsbezirk Poßnitz gebildet, dem die Landgemeinden Hennerwitz, Krug, Löwitz und Poßnitz und die Gutsbezirke Hennerwitz, Krug und Poßnitz eingegliedert wurden.
Im Ersten Weltkrieg fielen 74 Soldaten aus Löwitz. Bei der Volksabstimmung in Oberschlesien am 20. März 1921 stimmten in Löwitz 974 Personen für einen Verbleib bei Deutschland und 2 für Polen. Löwitz verblieb wie der gesamte Stimmkreis Leobschütz beim Deutschen Reich. Im gleichen Jahr wurde das Dorf elektrifiziert. Am 16. September 1923 wurde das Kriegerdenkmal eingeweiht. Am 18. Juni 1927 kam es nach einem heftigen Unwetter zu Hochwasser im Unterdorf. 1933 zählte der Ort 1150 Einwohner, 1939 waren es 1083 Einwohner. Am 20. März 1945 flüchtete die Dorfbevölkerung vor der heranrückenden Roten Armee in Richtung Sudetenland. Nach tagelangen Kampfhandlungen um Löwitz konnte die Rote Armee den Ort am 30. März 1945 einnehmen. Etwa die Hälfte der Wohnhäuser und Wirtschaftsgebäude im Ort waren nach den Kampfhandlungen zerstört.
Als Folge des Zweiten Weltkriegs fiel Löwitz 1945 mit dem größten Teil Schlesiens an Polen und wurde in Lewice umbenannt. Die einheimische deutsche Bevölkerung wurde, soweit sie nicht vorher geflohen war, weitgehend vertrieben und kam zum Teil nach Osterode. Die neu angesiedelten Bewohner waren teilweise Zwangsumgesiedelte aus Ostpolen, das an die Sowjetunion gefallen war.
Von 1945 bis 1950 gehörte Lewice zur Woiwodschaft Schlesien. Anschließend wurde es der Woiwodschaft Opole zugeteilt. Seit 1999 gehört es zum wiederbegründeten Powiat Głubczycki.

## Sehenswürdigkeiten

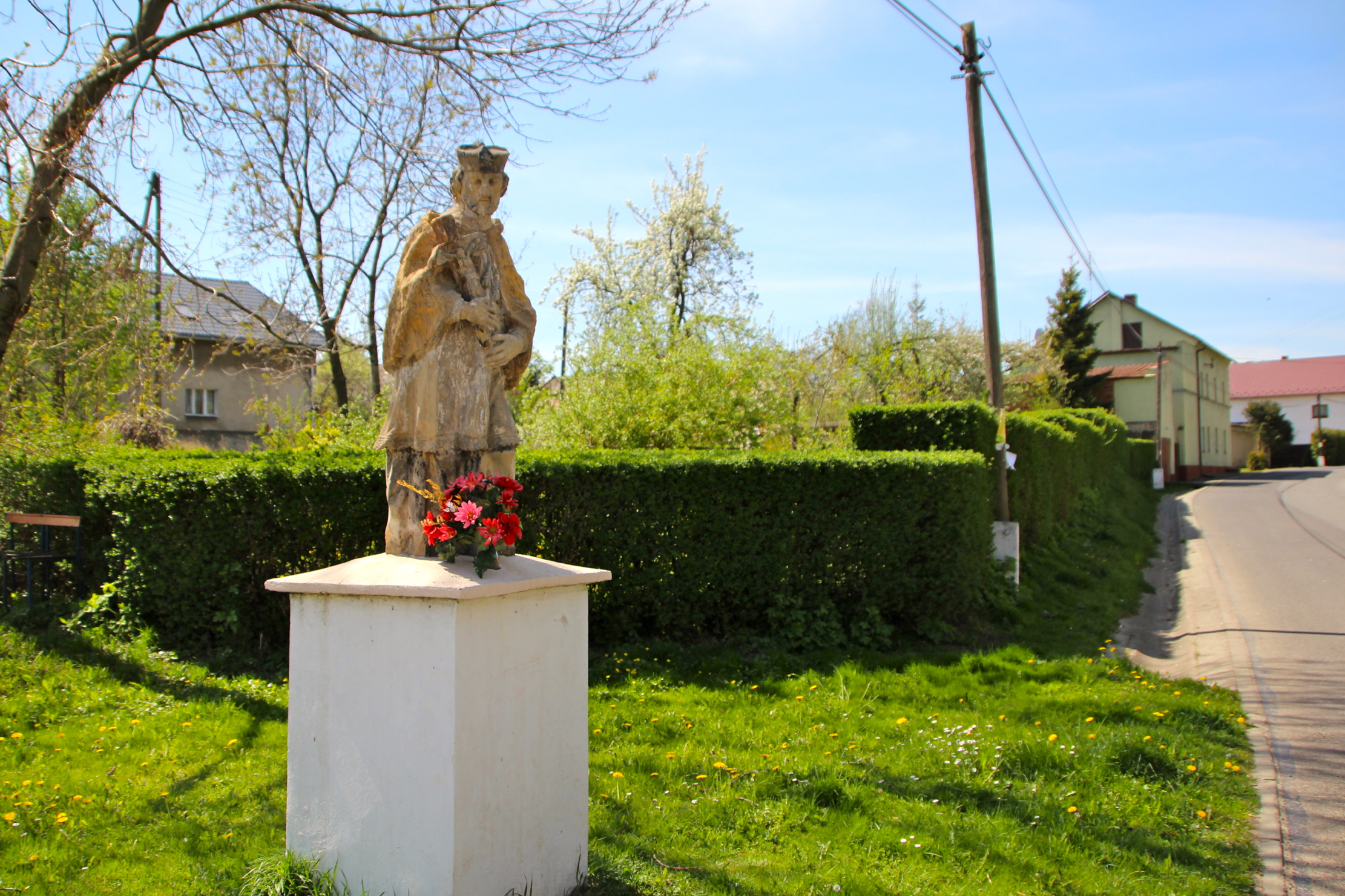
Nepomukstatue

- Die römisch-katholische Maria-Magdalena-Kirche (Kościól św. Marii Magdaleny) wurde 1834 errichtet.[7] Der Kirchenbau steht seit 1966 unter Denkmalschutz.[8]
- Statue des böhmischen Landesheiligen Johannes von Nepomuk.
- Steinerne Wegekapelle
- Steinerne Flurkreuze

## Söhne und Töchter des Ortes
- Florian Klose (1846–1913), Grundbesitzer und Mitglied des Deutschen Reichstags